# Mân Thanh
Mân Thanh  (tiếng Trung: 闽清县, Hán Việt: Mân Thanh huyện) là một huyện thuộc thành phố Phúc Châu, tỉnh Phúc Kiến, Trung Quốc. Huyện này có diện tích 1494 km², dân số 256,181 người (2020), mã số bưu chính 350800, huyện lỵ ở trấn Mai Thành. Huyện Mân Thanh có 11 trấn và 5 hương.